# Dave Clark
Dave Clark (Londra, 15 dicembre 1939) è un musicista, compositore e produttore discografico britannico.
Leader e batterista dei The Dave Clark Five, gruppo musicale pop rock britannico, attivo fra il 1957 ed il 1970, fra i più prolifici e venduti dell'era del beat; sono stati il secondo gruppo della cosiddetta British invasion dopo The Beatles a piazzare un disco singolo nella Top Ten delle classifiche di vendita negli Stati Uniti. Clark e la sua band sono stati inseriti nella Rock and Roll Hall of Fame nel 2008.

## Carriera

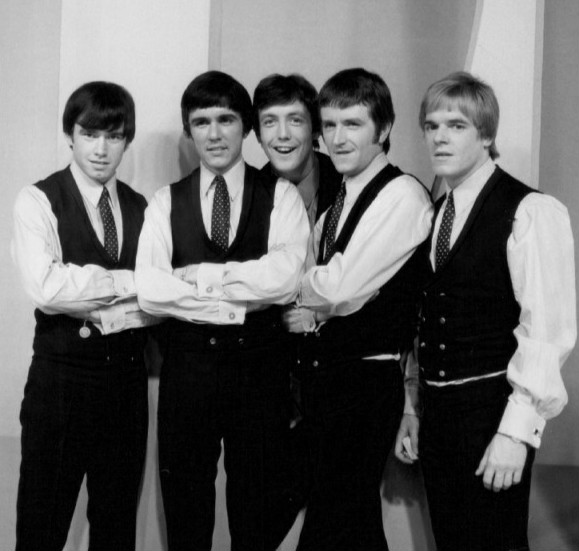
I The Dave Clark Five al The Ed Sullivan Show nel 1966. Da sinistra Denis Payton, Dave Clark, Mike Smith, Rick Huxley e Lenny Davidson

Nato a Tottenham, Londra, si spostò da bambino nel Middlesex. Lasciata la scuola all'età di 15 anni, entrò nell'industria cinematografica come stuntman, entrando nel cast di oltre 40 film. Alla fine degli anni cinquanta, Clark si comprò una batteria e da autodidatta cominciò a suonare, formando una band skiffle affinché la sua squadra di calcio potesse volare nei Paesi Bassi; quel gruppo si evolse nei The Dave Clark Five, con Clark nel ruolo di frontman, autore, manager e produttore.
I The Dave Clark Five crebbero di popolarità nel Regno Unito, togliendo a I Want to Hold Your Hand dei The Beatles la prima posizione nella classifica dei singoli nel gennaio 1964 con Glad All Over; la stampa britannica li giudicò come più seri concorrenti dei Beatles. I Dave Clark furono la prima band a seguire i Fab Four nella British Invasion, raggiungendo negli Stati Uniti d'America per 15 volte consecutivamente la Top 20. Sono stati ospiti del The Ed Sullivan Show più di qualunque altro gruppo britannico, con Dave Clark che divenne popolare nel pubblico femminile degli anni sessanta.
La band si sciolse nel 1970 e Clark cessò la sua carriera di batterista nel 1972, a seguito di un incidente a bordo di una toboga in cui si ruppe quattro nocche. Dopo la rottura, Clark ha fondato una propria società attiva nei media televisivi, acquisendo i diritti del programma Ready Steady Go!. Ha sempre rifiutato ogni possibilità di riunificazione della band, partendo dalla considerazione che essa "non avrebbe potuto far nulla di più o di meglio di quanto non avesse già fatto" negli oltre dodici anni di attività.
In seguito scrisse un musical fantascientifico, Time, che debuttò nel 1986; fu in scaletta del Teatro del West End per due anni e vide Cliff Richard come protagonista dell'opera, sostituito poi da David Cassidy. Dal musical venne tratto un album, Time, che comprendeva brani di Freddie Mercury, Leo Sayer, Stevie Wonder e Dionne Warwick; il disco vendette due milioni di copie e produsse vari singoli di successo.